# San Miguel de los Bancos
San Miguel de los Bancos è una parrocchia urbana dell'Ecuador, capoluogo dell'omonimo cantone, nella provincia del Pichincha.